# Черквички-грамади
Черквичките-грамади са стари ритуални обекти, характерни за Родопите.
Представляват натрупани във вид на повече или по-малко отворена дъга един или повече редове камъни, като в средата на дъгата е оставен отвор, покрит с плоски камъни. На тези места в миналото по време на празници се е колел курбан, палели са се свещи, поставяна е икона на светец и са полагани дарове или пари за помощ на църквата.
Черквичките-грамади се срещат в 3 стари селища в най-южната част на Пловдивско: Ситово, Добростан и Новаково.